# Föckinghausen (Bestwig)
Föckinghausen ist ein Ortsteil der Gemeinde Bestwig im Hochsauerlandkreis in Nordrhein-Westfalen, Deutschland. Im Januar 2020 hatte Föckinghausen 24 Einwohner. Der Ort liegt im Arnsberger Wald in einer Höhe von 500 Metern rund 1 Kilometer nördlich von Bestwig. 

## Geschichte
Im Jahr 1764 entstand aus einer Köhlersiedlung ein Bauernhaus.
Der Fremdenverkehr begann 1910 mit der Eröffnung einer Pension. In dem Ort befinden sich heute ein Schullandheim und ein Hotel. Die Ferienstätte des Caritasverbandes wurde im Dezember 2008 geschlossen und Ende 2009 an niederländische Investoren verkauft.